# Cratere Caesonia
Caesonia è un cratere sulla superficie di 4 Vesta.